# ديفيد نغوغ
ديفيد فيليبي هنري نغوغ (بالفرنسية: David N'Gog)‏ (مواليد 1 أبريل 1989 في جينيفيلييه - فرنسا) لاعب كرة قدم فرنسي يلعب حاليا لصالح نادي بانيونيوس اليوناني في مركز المهاجم.

## روابط خارجية
- ديفيد نغوغ على موقع الاتحاد الأوربي (الإنجليزية)
- ديفيد نغوغ على موقع قاعدة بيانات كرة القدم.إي يو (الإنجليزية)
- ديفيد نغوغ على موقع ليكيب (الفرنسية)
- ديفيد نغوغ على موقع Soccerbase.com (لاعب) (الإنجليزية)
- ديفيد نغوغ على موقع Soccerway.com (الإنجليزية)
- ديفيد نغوغ على موقع عالم كرة القدم.نت (الإنجليزية)
- ديفيد نغوغ على موقع AS.com (الإسبانية)